# Adolf I van Nassau-Siegen
Adolf I van Nassau-Siegen (1362 – 12 juni 1420), Duits: Adolf Graf von Nassau-Siegen (officiële titel: Graf zu Nassau, Vianden und Diez), was graaf van Nassau-Siegen, een deel van het graafschap Nassau. Hij stamt uit de Ottoonse Linie van het Huis Nassau. Door zijn eerste huwelijk kwam het graafschap Diez in bezit van het Huis Nassau. Samen met zijn broers erfde hij in 1417 het graafschap Vianden, dat zo eveneens in bezit van het Huis Nassau kwam.

## Biografie
Adolf was de oudste zoon van graaf Johan I van Nassau-Siegen en Margaretha van der Mark, dochter van graaf Adolf II van der Mark en Margaretha van Kleef.
Adolf volgde in 1388 zijn schoonvader graaf Gerhard VII van Diez op als graaf van Diez. Rooms-koning Wenceslaus beleende Adolf met het graafschap. De titel graaf van Diez wordt nog altijd gevoerd door zowel de koning der Nederlanden als de groothertog van Luxemburg.
Als graaf van Diez bouwde Adolf de Burcht Ardeck aan de Aar.
In 1416 overleed Adolfs vader, vermoedelijk 77 jaar oud. Met een regeerperiode van 54 jaar was hij een van de langst regerende vorsten uit de middeleeuwen. Hij werd opgevolgd door Adolf en zijn broers Johan II ‘met de Helm’, Engelbrecht I en Johan III ‘de Jongere’. De broers regeerden het graafschap Nassau-Siegen gezamenlijk. Ze waren al in 1409 een gezamenlijke voortzetting van de regering overeengekomen. Gezamenlijk kochten de broers de andere helft van Siegen terug van het aartsbisdom Keulen.
In 1417 overleed Elisabeth van Sponheim-Kreuznach, gravin van Vianden, zonder nakomelingen. Adolf en zijn broers waren als kleinzoons van Adelheid van Vianden de erfgenamen van Elisabeth en verkregen zodoende het graafschap Vianden en de heerlijkheden Sankt Vith, Bütgenbach, Dasburg en Grimbergen. De koning der Nederlanden voert nog altijd de titels graaf van Vianden, heer van Sankt Vith, Bütgenbach en Dasburg.
Adolf overleed op 12 juni 1420. Hij werd als graaf van Diez opgevolgd door zijn schoonzoon Godfried VII van Eppstein-Münzenberg in de ene helft en door zijn broers in de andere helft. Zijn broers volgden Adolf ook op als graaf van Nassau-Siegen en graaf van Vianden, waarbij ze het graafschap Nassau-Siegen verdeelden.

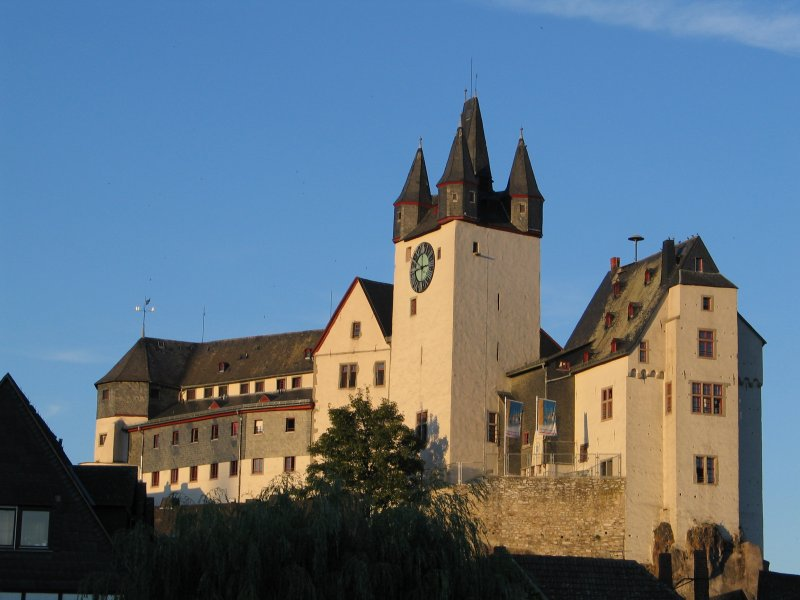
De Burcht Diez
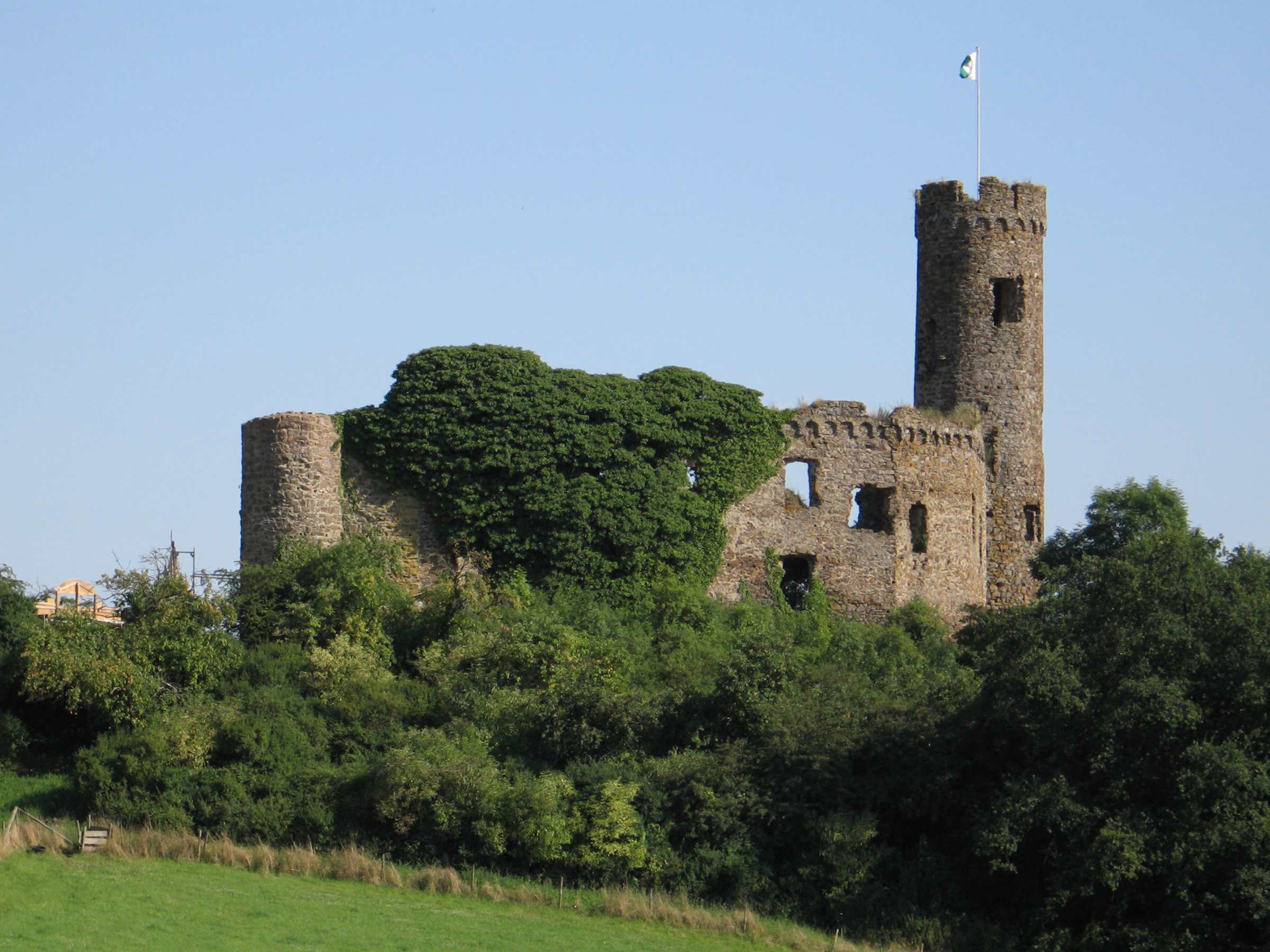
De Burcht Ardeck
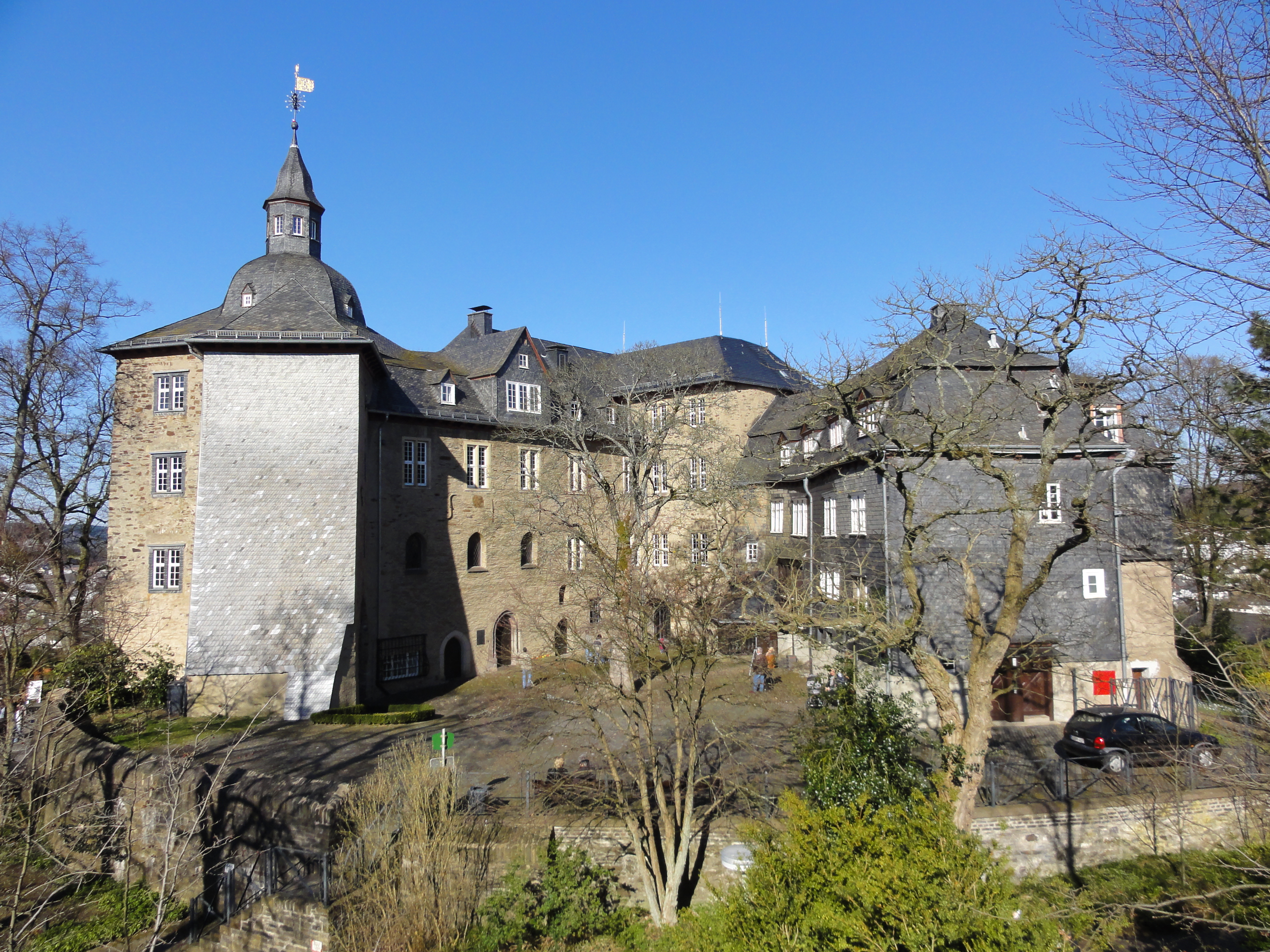
Slot Siegen
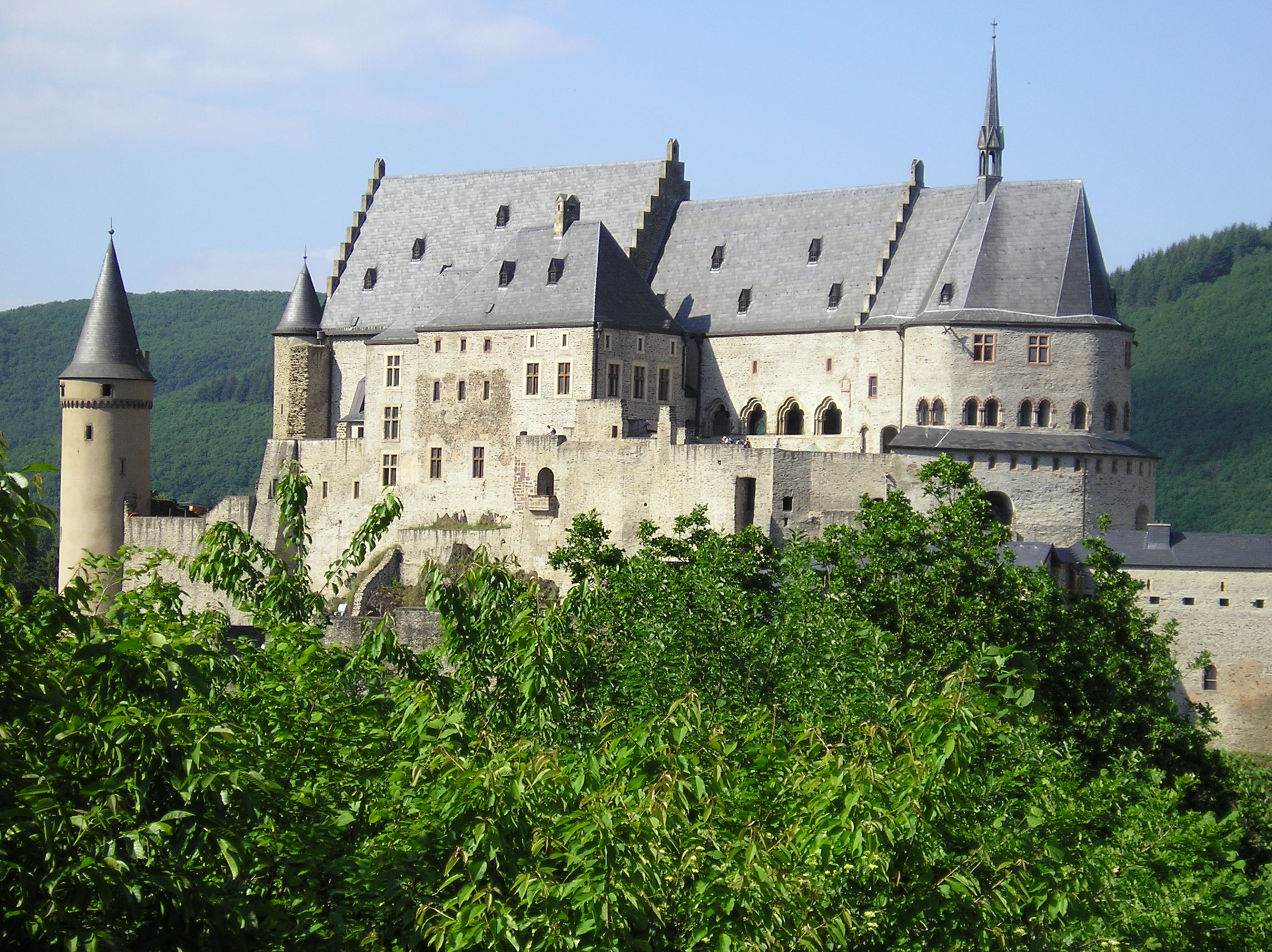
Kasteel Vianden

## Huwelijken en kinderen

### Eerste huwelijk
Adolf huwde in 1384 met Jutta van Diez (na 1367 – 14 augustus 1397), dochter van graaf Gerhard VII van Diez en Geertruid van Westerburg.

Uit dit huwelijk werd geboren:
1. Jutta († 2 augustus 1424), huwde in 1401 met heer Godfried VII van Eppstein-Münzenberg († 28 juni 1437), sinds 1420 graaf van ½ Diez.

### Tweede huwelijk
Adolf hertrouwde vóór 25 februari 1401 met Cunigonda van Isenburg-Limburg († 11 juni 1401/02), dochter van heer Johan III van Isenburg-Limburg en Hildegarde van Saarwerden. Cunigonda werd begraven in het koor van het franciscanerklooster te Limburg. Het huwelijk bleef kinderloos.

### Buitenechtelijk kind
Adolf had een buitenechtelijke zoon bij een onbekend gebleven vrouw:
1. Johan van Diez, was kanunnik te Diez.

## Voorouders
| Voorouders van Adolf I van Nassau-Siegen | Voorouders van Adolf I van Nassau-Siegen                                                                  | Voorouders van Adolf I van Nassau-Siegen                                                                  | Voorouders van Adolf I van Nassau-Siegen                                          | Voorouders van Adolf I van Nassau-Siegen                                          | Voorouders van Adolf I van Nassau-Siegen                                          | Voorouders van Adolf I van Nassau-Siegen                                          | Voorouders van Adolf I van Nassau-Siegen                                                  | Voorouders van Adolf I van Nassau-Siegen                                                    |
| ---------------------------------------- | --- | --- | --------------------------------------------------------------------------------- | --------------------------------------------------------------------------------- | --------------------------------------------------------------------------------- | --------------------------------------------------------------------------------- | ----------------------------------------------------------------------------------------- | ------------------------------------------------------------------------------------------- |
| Betovergrootouders                       | Otto I van Nassau (?–1289/90) ⚭ vóór 1270 Agnes van Leiningen (?–na 1299)                                 | Dirk II van Heinsberg en Blankenberg (?–1303) ⚭ 1253 Johanna van Leuven (?–1291)                          | Godfried I van Vianden (?–1307/1310) ⚭ 1278 Aleidis van Oudenaarde (?–1305)       | Lodewijk van Arnsberg (?–1312/13) ⚭ vóór 1276 Petronella van Gulik (?–na 1299)    | Everhard I van der Mark (?–1308) ⚭ 1273 Irmgard van Berg (?–1294)                 | Johan van Arberg (?–1281) ⚭ vóór 1273 Catharina van Gulik (?–na 1287)             | Diederik VI van Kleef (1256/57–1305) ⚭ 1290 Margaretha van Habsburg (?–ca. 1333)          | Reinoud I van Gelre en Zutphen (ca. 1255–1326) ⚭ 1286 Margaretha van Vlaanderen (?–na 1327) |
| Overgrootouders                          | Hendrik I van Nassau-Siegen (ca. 1270–1343) ⚭ vóór 1302 Adelheid van Heinsberg en Blankenberg (?–na 1343) | Hendrik I van Nassau-Siegen (ca. 1270–1343) ⚭ vóór 1302 Adelheid van Heinsberg en Blankenberg (?–na 1343) | Filips II van Vianden (?–1315/16) ⚭ Adelheid van Arnsberg (?–?)                   | Filips II van Vianden (?–1315/16) ⚭ Adelheid van Arnsberg (?–?)                   | Engelbrecht II van der Mark (?–1328) ⚭ 1299 Mechtild van Arberg (?–1367)          | Engelbrecht II van der Mark (?–1328) ⚭ 1299 Mechtild van Arberg (?–1367)          | Diederik VII van Kleef (1291–1347) ⚭ 1308 Margaretha van Gelre en Zutphen (ca. 1290–1331) | Diederik VII van Kleef (1291–1347) ⚭ 1308 Margaretha van Gelre en Zutphen (ca. 1290–1331)   |
| Grootouders                              | Otto II van Nassau-Siegen (ca. 1305–1350/51) ⚭ 1331 Adelheid van Vianden (?–1376)                         | Otto II van Nassau-Siegen (ca. 1305–1350/51) ⚭ 1331 Adelheid van Vianden (?–1376)                         | Otto II van Nassau-Siegen (ca. 1305–1350/51) ⚭ 1331 Adelheid van Vianden (?–1376) | Otto II van Nassau-Siegen (ca. 1305–1350/51) ⚭ 1331 Adelheid van Vianden (?–1376) | Adolf II van der Mark (?–1347) ⚭ 1332 Margaretha van Kleef (?–na 1348)            | Adolf II van der Mark (?–1347) ⚭ 1332 Margaretha van Kleef (?–na 1348)            | Adolf II van der Mark (?–1347) ⚭ 1332 Margaretha van Kleef (?–na 1348)                    | Adolf II van der Mark (?–1347) ⚭ 1332 Margaretha van Kleef (?–na 1348)                      |
| Ouders                                   | Johan I van Nassau-Siegen (ca. 1339–1416) ⚭ 1357 Margaretha van der Mark (?–1409)                         | Johan I van Nassau-Siegen (ca. 1339–1416) ⚭ 1357 Margaretha van der Mark (?–1409)                         | Johan I van Nassau-Siegen (ca. 1339–1416) ⚭ 1357 Margaretha van der Mark (?–1409) | Johan I van Nassau-Siegen (ca. 1339–1416) ⚭ 1357 Margaretha van der Mark (?–1409) | Johan I van Nassau-Siegen (ca. 1339–1416) ⚭ 1357 Margaretha van der Mark (?–1409) | Johan I van Nassau-Siegen (ca. 1339–1416) ⚭ 1357 Margaretha van der Mark (?–1409) | Johan I van Nassau-Siegen (ca. 1339–1416) ⚭ 1357 Margaretha van der Mark (?–1409)         | Johan I van Nassau-Siegen (ca. 1339–1416) ⚭ 1357 Margaretha van der Mark (?–1409)           |